# Billy Joe Patton
William Joe Patton (Morganton, North Carolina, 19 april 1922 - aldaar, 1 januari 2011) was een Amerikaanse amateur golfer. Hij was jarenlang de beste amateur van North Carolina.
Billy Joe Patton studeerde tot 1943 aan de Wake Forest University in North Carolina en werd houthandelaar.

## Majors
Patton speelde dertien keer in de Masters. Hij was daar in 1954 en 1958 de beste amateur. In 1954 eindigde hij op de 3de plaats na een laatste ronde van 71, waarin hij een hole-in-one maakte en waarna hij net de play-off miste met Ben Hogan en Sam Snead, die uiteindelijk won. Bobby Jones overhandigde hem later de trofee als beste amateur en zei "Billy Joe, you nearly got the whole turkey". In 1959 werd Patton T8ste. 

Patton speelde negen keer in het US Open; in 1954 en 1957 was hij de beste amateur en in beide jaren eindigde hij in de top-10.
Toen Patton niet meer in de Masters speelde, was hij vaak aanwezig als referee.

## Gewonnen
- 1947: Carolinas Amateur
- 1951: Carolinas Open
- 1952: Carolinas Open (tied met Bobby Locke)
- 1954: North and South Amateur
- 1958: Carolinas Amateur
- 1961: Southern Amateur, Azalea Invitational, Carolinas Amateur
- 1962: North and South Amateur
- 1963: North and South Amateur
- 1964: North Carolina Amateur
- 1965: Southern Amateur op Pinehurst
- 1979: Carolinas Senior Amateur
- 1981: Carolinas Senior Amateur

## Teams
- Walker Cup: 1955, 1957, 1063, 1965, 1969 (captain)
- Eisenhower Trophy: 1958, 1962 (winnaars)

## Eerbetoon
Patton is opgenomen in vier Halls of Fame:
- North Carolina Sports Hall of Fame in 1967
- Wake Forest University's Sports Hall of Fame in 1974
- Southern Golf Association Hall of Fame in 1975
- Carolinas Golf Reporters Association Carolinas Golf Hall of Fame in 1981

Nadat hij voor het laatst het Carolinas Senior Amateur had gewonnen en zich terugtrok van competitief golf, werd hem in 1982 de Bob Jones Award  uitgereikt. Deze onderscheiding wordt jaarlijks sinds 1955 door de USGA uitgereikt aan een speler die een buitengewone bijdrage heeft geleverd aan de golfsport.